# دائرة سيدي علي بن يوب
دائرة سيدي علي بن يوب دائرة جزائرية في ولاية سيدي بلعباس شمال غرب الجزائر. مركزها بلدية سيدي علي بن يوب وتضم أيضًا بلديتي بوخنيفيس وطابية.